# For Those Who Wait
For Those Who Wait è il quarto album discografico in studio del gruppo christian rock statunitense Fireflight, pubblicato nel 2010.

## Tracce
1. For Those Who Wait – 4:07
2. Desperate – 2:54
3. Fire in My Eyes – 2:59
4. Core of My Addiction – 3:14
5. What I've Overcome – 3:05
6. Name – 3:49
7. New Perspective – 3:20
8. You Give Me That Feeling – 3:23
9. All I Need To Be – 3:35
10. Recovery Begins – 4:54